# Magic Music Mouse Show
De Magic Music Mouse Show, ookwel Muizenshow genoemd, is een voormalige animatronicsshow in het Nederlandse attractiepark Julianatoren.

## Details attractie
De attractie opende in 1996 in het park. De show had een aantal animatronics die muizen en muzikanten uitbeelden die samen de muziekshow opvoerden. De attractie sloot zijn deuren in 2014, omdat het oordeel van het parkbestuur was dat de attractie achterhaald is en daarmee niet meer van deze tijd is.
In 2016 werd het theater van binnen verbouwd en werden de animatronics, banken en muren verwijderd. Het gerenoveerde gebouw werd hernoemd en opende als het Jul & Julia Theater.
Afbeeldingen